# Clarisses urbanistes

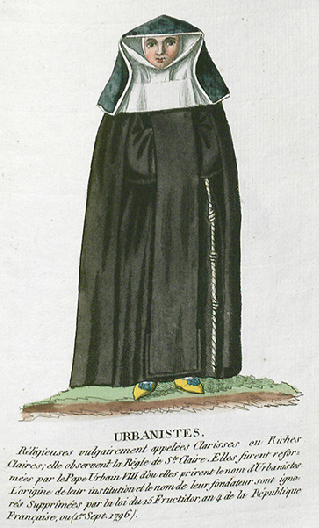
Urbanistes

Les clarisses urbanistes (en latin Ordo Sanctae Clarae regulae Urbani IV, en abrégé O.S.C.Urb) sont des religieuses de l'ordre des Pauvres Dames fondé par sainte Claire d'Assise, et qui suivent la règle adoucie donnée par le pape Urbain IV le 18 octobre 1263. Elles sont parfois connues comme les Riches Claires.

## Histoire
De la fondation de l'Ordre religieux le 19 mars 1212 à la promulgation de la première règle s'écoulèrent quarante ans, pendant lesquels de nombreux monastères de clarisses furent fondés selon la règle bénédictine et inspirés par l'enseignement de sainte Claire et de saint François d'Assise.
Ce n'est qu'en 1218 qu'Ugolino di Segni s'attacha à rédiger une règle spécifique. Devenu pape sous le nom de Grégoire IX en 1227, il accorda le 17 septembre 1228 aux clarisses du monastère de San Damiano la bulle du Privilège de la Pauvreté, qui interdisait à quiconque de contraindre les religieuses à accepter des donations.
La règle formulée par Grégoire IX, qui précédait l'extension à tous les monastères du Privilège de la Pauvreté, fut revue et approuvée par sainte Claire, et promulguée par le pape Innocent IV le 9 août 1253.
Cependant, plusieurs monastères contestèrent la nouvelle règle, et le cardinal Orsini, protecteur de l'Ordre, composa une nouvelle règle assouplie qui fut approuvée par Urbain IV le 18 octobre 1263. Cette règle permettait aux religieuses de posséder des biens en commun. Elles furent connues comme les "Clarisses urbanistes".

## Les Urbanistes aujourd'hui
Les clarisses urbanistes sont des religieuses cloîtrées consacrées à la prière contemplative et accompagnées par la direction spirituelle des Frères mineurs conventuels.
Fin 2005, il y avait 82 monastères de clarisses urbanistes, et 1 070 religieuses.